# Teatro Cariola
El Teatro Cariola es un teatro ubicado en la comuna de Santiago, Provincia de Santiago, Región Metropolitana de Santiago, Chile. Construido entre los años 1949 y 1954 e inaugurado en este último, es considerado el teatro más importante de Santiago después del Municipal. Fue declarado monumento nacional, bajo la categoría Monumento Histórico, mediante el Decreto n.º 548, del Ministerio de Educación, el 17 de diciembre de 2012 y publicado en el Diario Oficial el 24 de enero de 2013.

## Historia

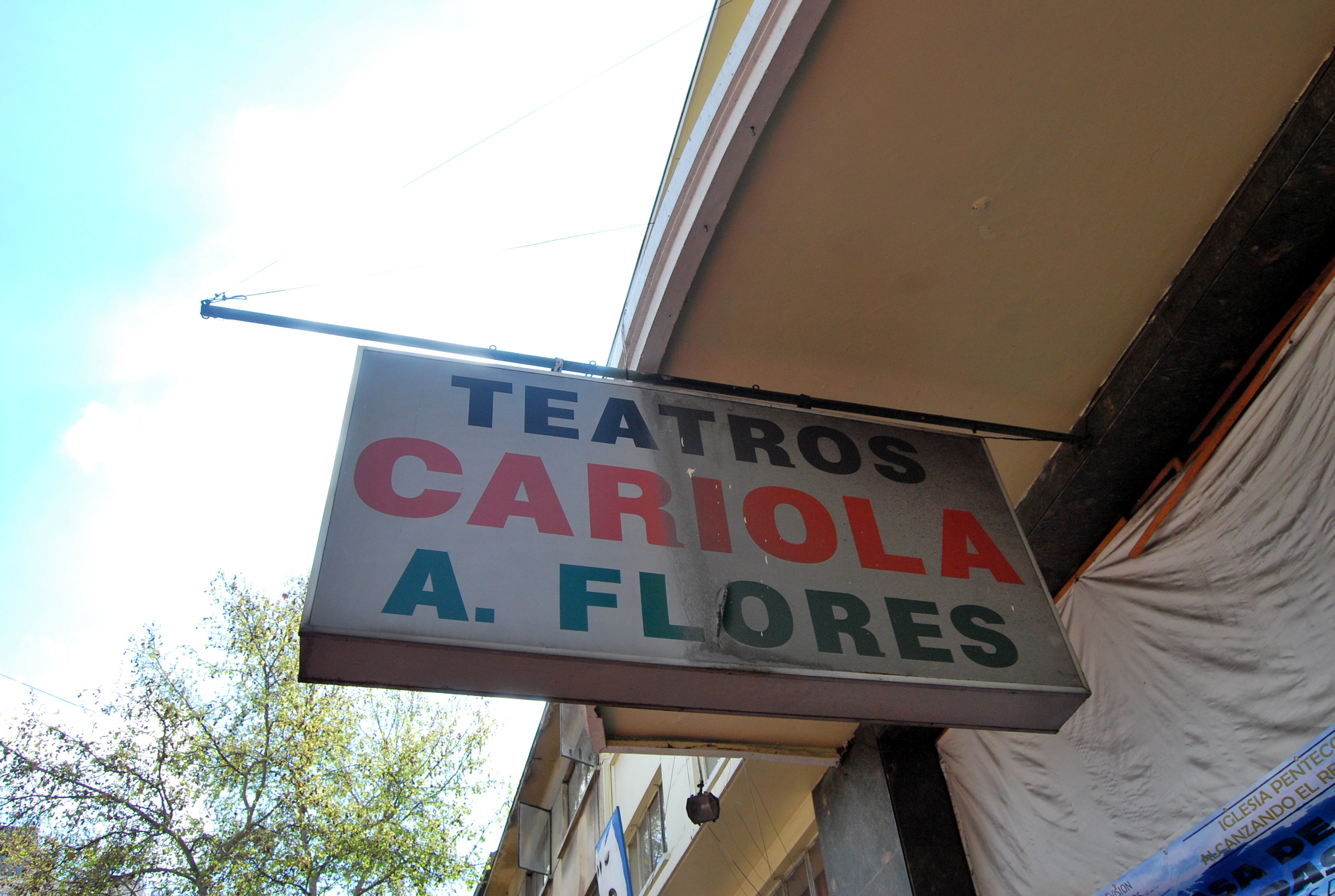
Letrero exterior del teatro, que indica las dos salas que hay en este.

Para su construcción, se recibieron donaciones de distintas procedencias, desde actores y empresarios hasta autoridades y vecinos de ese entonces. Dentro del teatro se pueden encontrar patrimonios históricos, como la biblioteca, que contienen más de mil guiones originales cuya creación data desde 1915.
El teatro se inauguró el 19 de marzo de 1954 con la obra Qué vergüenza para la familia, escrita por Carlos Cariola, fundador de la edificación. El edificio de cinco pisos fue proyectado por Héctor Davanzo, mientras que los cálculos de resistencia fueron realizados por el ingeniero Antonio Anrique; en su interior se encuentran dos teatros, salas para reuniones y conferencias, dos locales comerciales, la escuela de arte escénico, camarines y clínica médica, mientras que en el segundo piso de la construcción están ubicadas las salas para el presidente de la SATCH, el secretario, el administrador y oficinas de contabilidad. En el tercer nivel se encuentran las salas para reuniones, conferencias y asambleas, la biblioteca y el director, mientras que en el cuarto piso se proyectaba que quedara instalada la Escuela de Arte Escénico, y finalmente en el quinto piso habría una sala para Academia de Danzas, con sus instalaciones completas, otras dos salas para escuela y enseñanza de compañías, una sala clínica para cinco médicos y un practicante.
En noviembre de 2010, al Consejo de Monumentos Nacionales le llegó una solicitud de parte del presidente de la Sociedad de Autores Teatrales de Chile y administrador del predio, José Luis Gómez, para declarar monumento nacional al Teatro. La declaratoria fue apoyada por la Intendencia Regional, el Consejo Nacional de la Cultura y las Artes, el Sindicato de Actores de Chile, la Facultad de Artes de la Universidad de Chile y la Facultad de Artes de la Pontificia Universidad Católica de Chile.

## Descripción
El Teatro Cariola está conformado con cinco pisos y dos salas de teatro, una llamada Carlos Cariola y la otra Alejandro Flores. La primera, ubicada en el nivel uno, tiene 1170 butacas; mientras que la segunda está en un subterráneo y cuenta con 145 asientos.
Este lugar, en el que los grandes dramaturgos de Chile expusieron sus obras, tiene un telón de doble altura, un foso para la orquesta y unos camarines bastante espaciosos, lo que le proporciona un gran valor arquitectónico.
La superficie del polígono protegido es de 1328,99 m².

## Otros usos

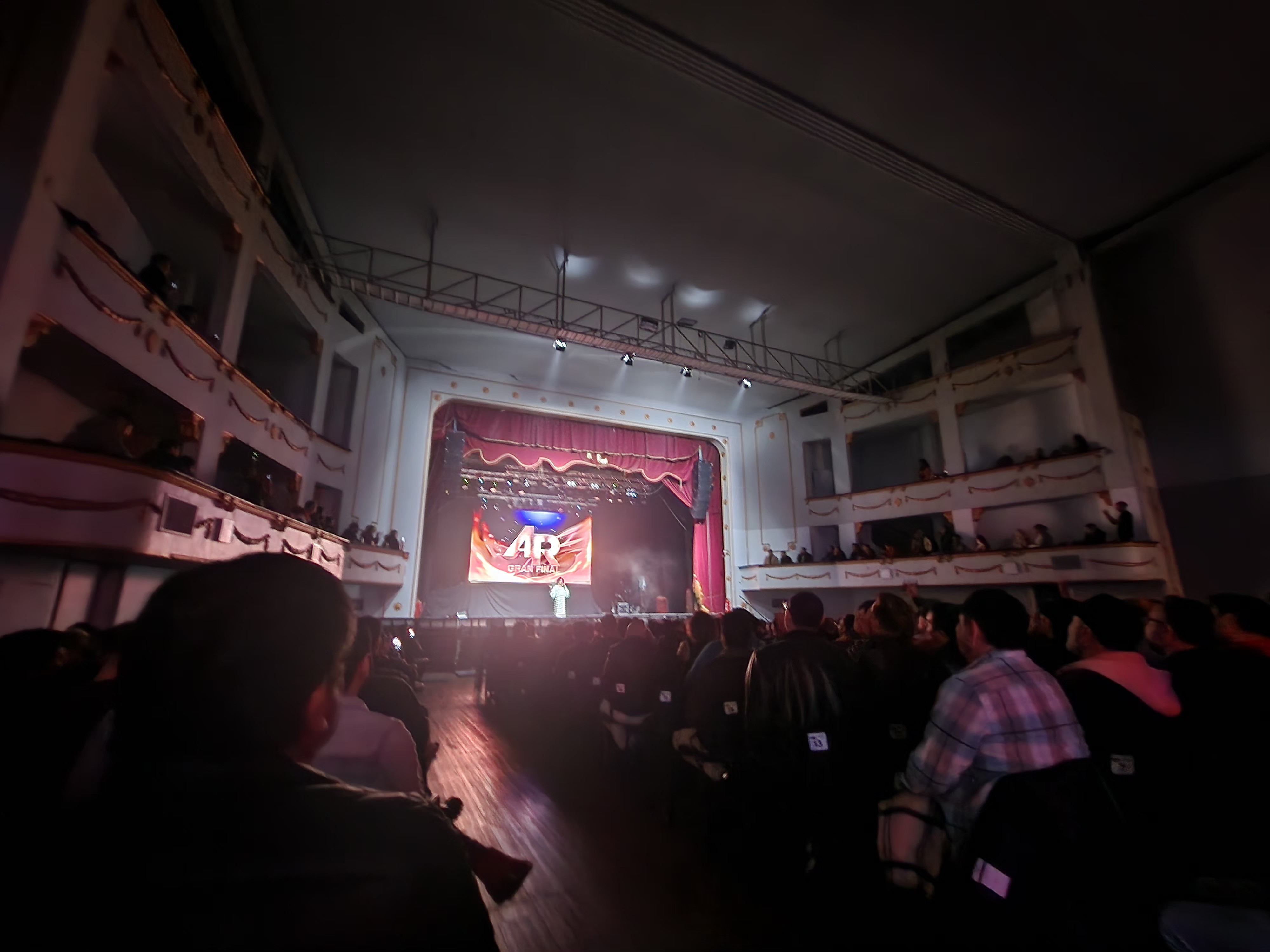
Interior del teatro Cariola durante la final de Amigas y Rivales en 2024

El recinto también ha servido como escenario de conciertos a partir de mediados de los 80, pero de manera muy tímida desde allí en adelante. Fue a partir del año 2014 que el Teatro Cariola tuvo un boom, posicionándose como uno de los nombres fuertes dentro de la capital; hasta la fecha disfrutando de una abultada cartelera, tanto números nacionales como internacionales del más variado tipo.
El 27 de mayo de 2016, el supergrupo estadounidense The Winery Dogs realizó un concierto en el Teatro Cariola; que posteriormente fue publicado con el título de Dog Years: Live in Santiago & Beyond, en formato CD y DVD.